# デニス・スミス・ジュニア
デニス・クリフ・スミス・ジュニア（Dennis Cliff Smith Jr., 1997年11月25日 - ）は、アメリカ合衆国ノースカロライナ州ファイエットビル出身のプロバスケットボール選手。ポジションはポイントガード。

## 経歴

### カレッジ
2015年12月、トリニティ・クリスチャン・スクールから早期に卒業し、2016年1月にノースカロライナ州立大学に入学した。デビュー戦は、36分出場で5アシストを記録した。2016年11月26日、30得点、6リバウンド、7アシストを記録し、ロヨラ大学に勝利すした。2016年12月19日、ACCオブザウィークスを受賞した。2017年1月4日、トリプルダブルとなる27得点、11リバウンド、11アシストを記録し、ジュリアス・ホッジと共にノースカロライナ州立大学史上2人目の選手となった。
2017年1月23日には、キャリアハイとなる32得点を含む6アシストを記録して、84-82でデューク大学にキャメロンインドアスタジアム で1995年以来となる勝利に貢献した。2月1日にシラキュース大学戦に敗北したものの、シーズン2度目となるトリプルダブルを記録した。ACCの歴史の中で唯一のプレーヤーであり、全大学生のキャリアの中でリーグ戦対戦相手に対して2回のトリプルダブルを記録している[13]。2017年3月5日、ACCルーキーオブザイヤー賞を受賞した。新入生シーズンを終えて、2017年のNBAのドラフトにアーリーエントリーする意向を発表した。

### ダラス・マーベリックス
2017年ドラフトでダラス・マーベリックスから1巡目9位で指名を受け、2017年7月5日、ルーキー・スケール契約を結んだ。2017年のNBAサマーリーグでは、6試合に出場し、平均17.3得点、4.8リバウンド、4.2アシスト、2.2スティールを記録し、オールサマーリーグ1stチームに選ばれた。
2017年11月14日に行われたサンアントニオ・スパーズ戦でキャリア・ハイとなる27得点を記録したが、試合はスパーズに97-91で敗れた。12月29日に行われたニューオーリンズ・ペリカンズ戦でキャリア初のトリプル・ダブルとなる21得点、10リバウンド、10アシストを記録し、試合はマーベリックスが128-120で勝利した。

### ニューヨーク・ニックス
2019年1月31日にクリスタプス・ポルジンギス絡みの大型トレードによりニューヨーク・ニックスに移籍した。
2019-2020シーズンはシュートフォームの改造が裏目に出て絶不調に陥り、平均スタッツは軒並みキャリアワーストとなってしまった。
2020-2021シーズンはプレータイムをほとんど与えられず、チームのフロントにNBAGリーグのウェストチェスター・ニックスでプレーすることを直訴した。　

### デトロイト・ピストンズ
2021年2月8日にデリック・ローズとのトレードで、ドラフト指名権と共にデトロイト・ピストンズへ移籍した。移籍後は同じポジションのキリアン・ヘイズとデロン・ライトが負傷欠場していたこともあり積極的に起用され、2021年3月4日のトロント・ラプターズ戦で10得点、11リバウンド、12アシストのトリプル・ダブルを記録した。またこの試合でチームメイトのメイソン・プラムリーも14得点、11リバウンド、10アシストのトリプル・ダブルを記録。ピストンズの選手2人が同じ試合でトリプル・ダブルを記録したのは1964年のレイ・スコットとドニー・ブッチャー以来であった。

### ポートランド・トレイルブレイザーズ
2021年9月2日にポートランド・トレイルブレイザーズとトレーニングキャンプ契約を結び、10月16日に正式契約へ移行した。
2022年2月20日に解雇された。

### シャーロット・ホーネッツ
ブレイザーズに解雇された後、一度はNBA復帰を諦め、高校時代に経験のあるアメリカンフットボールでNFL転向を目指していた。
2022年9月23日にシャーロット・ホーネッツと1年契約を結んだ。

### ブルックリン・ネッツ
2023年7月8日にブルックリン・ネッツと1年契約を結んだ。

### レアル・マドリード・バロンセスト
2025年1月16日、ユーロリーグとリーガACBに所属するレアル・マドリード・バロンセストへの加入が発表された。契約期間は2024-2025シーズン終了まで。移籍するにあたってジョルディ・フェルナンデスやマーベリックス在籍時にチームメイトの間柄であったルカ・ドンチッチにアドバイスを仰ぐなどしたが、リーガACBとユーロリーグ合計で僅か4試合の出場に留まり、2月28日には契約解除が発表された。

## 個人成績

### NBA

#### レギュラーシーズン
| シーズン  | チーム | GP  | GS  | MPG  | FG%  | 3P%  | FT%  | RPG | APG | SPG | BPG | PPG  |
| --------- | ------ | --- | --- | ---- | ---- | ---- | ---- | --- | --- | --- | --- | ---- |
| 2017–18   | DAL    | 69  | 69  | 29.7 | .395 | .313 | .694 | 3.8 | 5.2 | 1.0 | .3  | 15.2 |
| 2018–19   | DAL    | 32  | 32  | 28.4 | .440 | .344 | .695 | 3.0 | 4.3 | 1.3 | .3  | 12.9 |
| 2018–19   | NYK    | 21  | 18  | 28.6 | .413 | .289 | .568 | 2.8 | 5.4 | 1.3 | .4  | 14.7 |
| 2018-19計 | NYK    | 53  | 50  | 28.5 | .428 | .322 | .635 | 2.9 | 4.8 | 1.3 | .4  | 13.6 |
| 2019–20   | NYK    | 34  | 3   | 15.8 | .341 | .296 | .509 | 2.3 | 2.9 | .8  | .2  | 5.5  |
| 2020–21   | NYK    | 3   | 0   | 9.3  | .200 | .000 | .833 | .7  | 1.0 | 1.0 | .0  | 3.0  |
| 2020–21   | DET    | 20  | 9   | 19.6 | .415 | .352 | .700 | 2.7 | 3.7 | 1.0 | .7  | 7.3  |
| 2020-21計 | DET    | 23  | 9   | 18.3 | .400 | .328 | .731 | 2.4 | 3.3 | 1.0 | .6  | 6.7  |
| 2021–22   | POR    | 37  | 4   | 17.2 | .418 | .222 | .656 | 2.4 | 3.5 | 1.2 | .3  | 5.6  |
| 2022–23   | CHA    | 54  | 15  | 25.7 | .412 | .216 | .736 | 3.1 | 4.8 | 1.4 | .5  | 8.8  |
| 2023–24   | BKN    | 56  | 2   | 18.9 | .435 | .294 | .741 | 2.9 | 3.6 | 1.2 | .2  | 6.6  |
| 通算      | 通算   | 326 | 152 | 23.3 | .407 | .298 | .674 | 3.0 | 4.2 | 1.2 | .3  | 9.7  |

### カレッジ
| シーズン | チーム     | GP | GS | MPG  | FG%  | 3P%  | FT%  | RPG | APG | SPG | BPG | PPG  |
| -------- | ---------- | -- | -- | ---- | ---- | ---- | ---- | --- | --- | --- | --- | ---- |
| 2016–17  | NCステート | 32 | 32 | 34.8 | .455 | .359 | .715 | 4.6 | 6.2 | 1.9 | .4  | 18.1 |